# Ghebari, Vrancea
Ghebari este un sat în comuna Paltin din județul Vrancea, Moldova, România.
 Acest articol despre o localitate din județul Vrancea este deocamdată un ciot. Puteți ajuta Wikipedia prin completarea lui.